# Greet Bosschaert
Greet Bosschaert (Brugge, 28 mei 1964) is een Belgische illustrator.

## Biografie
Ze is de dochter van kunstenaar Renaat Bosschaert en Gabriëlla Bovée.
Ze studeerde sierkunsten en regentaat plastische kunsten. Later volgde ze een opleiding als illustrator waarbij ze onder meer les kreeg van Hugo van Look en Klaas Verplancke. In 1997 kwam ze bijuitgeverij Clavis terecht via de illustratorenwedstrijd van de stad Hasselt. Sindsdien illustreerde ze meer dan 35 kinderboeken en werkt ze deeltijds in de kalligraﬁewinkel Symposion, te Brugge.

## Publicaties
Haar eerste prentenboek "Durf Ik?" verscheen in 2000 en kreeg vertalingen in het Engels, Frans en Koreaans. Haar tweede prentenboek "Waterkind" verscheen in 2001.
Verder illustreerde ze kinderboeken van Stefan Boonen en Elias Bettie:
- "Antoon & Mirabella", 2000 Clavis (ISBN 90-6822-780-7)
- "Een papa met vleugels", 2001 Clavis (ISBN 90-6822-871-4)
- "De laatste dag", 2002 Clavis (ISBN 90-448-0003-5)
- "Een meisje van karton", 2003 Clavis (ISBN 90-448-0065-5)
- "Hoog in de boom", 2003 Clavis (ISBN 90-448-0131-7).
- "Het ballenmonster" van Elias Bettie, 2002 Clavis (ISBN 90-6822-990-7)
- "Altijd is voor altijd" van Elias Bettie, 2004 Clavis (ISBN 90-448-0184-8)

Lijst publicaties
- Met ons komt alles goed. Over 1728 dieren en Max-Jozef (De Eenhoorn, 2016) - Boek voor kinderen
- Ootje het bruidsmuisje (Clavis, 2014) - Geïllustreerd boek
- Een heel bijzondere kat (De Eenhoorn, 2013) - Geïllustreerd boek
- Quique verzamelt het alfabet (Clavis, 2012) - Geïllustreerd boek
- Finn, of Hoe de zomer naar gras rook (De Eenhoorn, 2012) - Geïllustreerd boek
- Wat een domme beer (Clavis, 2011) - Geïllustreerd boek
- Ik zoek een paard (Clavis, 2010) - Geïllustreerd boek
- Uiltje en de nootjes (Clavis, 2010) - Geïllustreerd boek
- Uiltje is verliefd (Clavis, 2010) - Geïllustreerd boek
- Van tafel tot ster (Clavis, 2009) - Geïllustreerd boek
- Samen (Clavis, 2009) - Geïllustreerd boek
- Blij (Clavis, 2009) - Geïllustreerd boek
- Een beet in mijn bil (Zwijsen, 2008) - Geïllustreerd boek
- Mijn huis is een ballon, Astrid Panis (De Eenhoorn, 2008) - Geïllustreerd boek
- Vogelmeisje (Clavis, 2008) - Geïllustreerd boek
- Zie ginds komt de stoomboot (De Eenhoorn, 2007) - Geïllustreerd boek
- De bal is een boot (Zwijsen, 2007) - Geïllustreerd boek
- 100 procent Lena (Clavis, 2006) - Boek voor jongeren
- Waar is Dodi? (Zwijsen-Infoboek, 2006) - Geïllustreerd boek
- Wat ik kan (Clavis, 2006) - Geïllustreerd boek
- Een zon op een stok (Zwijsen, 2006) - Geïllustreerd boek
- Vlieg naar de maan (Clavis, 2005) - Boek voor jongeren
- De watercowboy (Zwijsen, 2004) - Geïllustreerd boek
- Hoog in de boom (Clavis, 2003) - Geïllustreerd boek (ISBN 90-448-0131-7)
- Een meisje van karton (Clavis, 2003) - Geïllustreerd boek (ISBN 90-448-0065-5)
- Het ballenmonster (Clavis, 2002) - Geïllustreerd boek (ISBN 90- 6822-990-7)
- Antoon & Mirabella (Clavis, 2000) - Geïllustreerd boek (ISBN 90-6822-780-7)
- Durf ik? (Clavis, 2000) - Geïllustreerd boek

## Stijl
Voor haar illustraties werkt ze met kleurrijke collages, acryl, kleurpotlood, pen en inkt, en waterverf.